# Liliana Ávalos Mendoza
Liliana Ávalos Mendoza (Lima, 1974) es una artista visual peruana que toma técnicas como el grabado, bordado, fotografía y tejido ancestral para componer sus obras. Es cofundadora del taller de serigrafía artística Taller Cono Norte. 

## Trayectoria
De 1992 a 1993, estudió dibujo y pintura en el Museo de Arte de Lima. Egresada de la Escuela Nacional Superior Autónoma de Bellas Artes del Perú con la especialidad de dibujo y pintura en 1999. Realizó su bachiller de Bellas Artes en la Escuela Nacional Superior Autónoma de Bella con mención en Artes Visuales.
Fundadora en el año 2000, en conjunto con Miguel Lescano, del Taller Cono Norte, un taller de serigrafía artística ubicado en la zona popular Valdiviezo, en el distrito de San Martín de Porres; desde entonces han venido desarrollando proyectos artísticos que vinculan la serigrafía con otras artes. Actualmente también es miembro del colectivo Trenzando Fuerzas.

## Obra
Según la misma autora la migración es un tema transversal en su obra; ello debido a su relación con sujetos que han vividos estos desplazamientos, con quienes entabla vínculos a nivel personal como a través de su arte.
Entre sus principales obras se encuentran:
- El hogar como Patria (2010): Presentada en Bruno Gallery en la ciudad de Lima, obra en la que plantea lo que llama "esculturas blandas", que nos hablan del sentido de pertenencia; la suavidad y ternura de sus piezas, que representan objetos cotidianos, entra en contraposición a lo inseguro y áspero de muchos de los espacios en los que habitamos los peruanos[7][8]
- No se gana pero se goza (2012): Serie de fotografías intervenidas posteriormente a través de la serigrafía u otras técnicas, y que según Victoria Guerrero Peirano su finalidad es "mostrar la otra cara del hogar, su extensión, el mercado de caseritas y caseritos".[9]
- Frágil Impresión (2012)[2]
- Pensamiento: ruta popular (2012)[2]
- Escuderas: Identidad y nación (2021): Esta exposición fue llevada a cabo en la Sala 770 del Centro Cultural Ricardo Palma en Miraflores. Usando técnicas mixtas como la serigrafía, la fotografía, el bordado como otras técnicas ancestrales para realizar la muestra de 11 esculturas blandas, algunas hechas de manera colaborativa. La creación de estas piezas, en palabras de la autora, tuvo la intención de ser un elemento representativo de un “ideal republicano”[6][2]

Exposiciones colectivas: Liliana Ávalos, ha participado en diversas exposiciones a nivel nacional e internacional, algunas de ellas son:
- Emancipadas y emancipadoras. Las mujeres de la independencia del Perú (2019): Realizada en el Centro Cultural España en Lima, reúne una serie de obras que representen a mujeres heroínas de la historia desde diversas formas; así Ávalos, mediante la serigrafía y bordado, visibiliza la historia de las heroínas Toledo: Cleofé de Toledo, María e Higinia Toledo.[10]
- Taller Cono Norte Vidas Paralelas (2000-2023): Reúne 183 obras realizadas en el transcurso de los 22 años de existencia del Taller Cono Norte.[4]
- New York Latin American Art Triennial - 2019 Edition. Salón de Grabado (2019)[11]